# آرتور هیگیت مکموردو

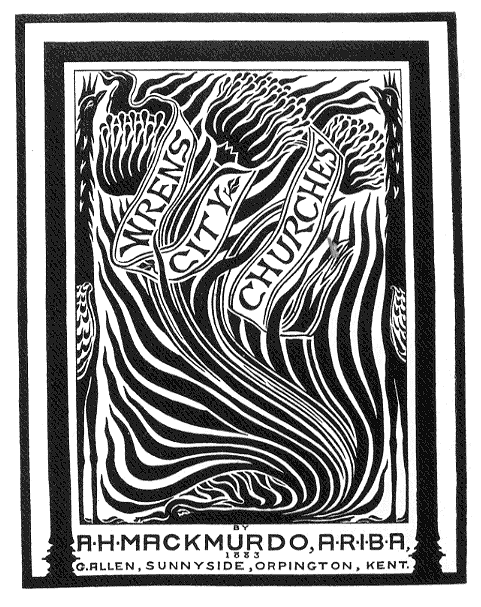
جلد کتاب آرتور مکموردو، «کلیساهای شهر رِن»، ۱۸۸۳ میلادی: اغلب در میان اینکانوبولاهای آر نُوو ذکر شده‌ است

آرتور هیگیت مکموردو (به انگلیسی: Arthur Heygate Mackmurdo)؛ (زادۀ ۱۲ دسامبر ۱۸۵۱ میلادی – درگذشتۀ ۱۵ مارس ۱۹۴۲ میلادی) یک معمار و طراح مترقی انگلیسی بود که بر جنبش هنر و صنایع دستی تأثیر گذاشت، به ویژه از طریق اتحادیۀ هنرمندان قرن، که او با مشارکت هربرت هورن در سال ۱۸۸۲ میلادی تأسیس کرد. او پیشگام سبک مدرن (سبک آر نُوو بریتانیا) بود. و به نوبۀ خود جنبش جهانی آر نُوو.

## اوایل زندگی
مکموردو پسر یک تولیدکنندۀ مواد شیمیایی ثروتمند بود. او در مدرسۀ فلستد تحصیل کرد و ابتدا زیر نظر معمار، تی. چتفیلد کلارک، که ادعا می‌کرد چیزی از او یادنگرفته، آموزش دید. سپس، در سال ۱۸۶۹ معماری، دستیار معمارِ پیرو احیای گوتیک، جیمز بروکس شد. در سال ۱۸۷۳ میلادی، او از مدرسۀ طراحی جان راسکین بازدید کرد و راسکین را در سال ۱۸۷۴ میلادی در سفر به ایتالیا همراهی کرد. او مدتی برای تحصیل در فلورانس ماند؛ با وجود تأثیر راسکین، معماری ایتالیایی که او بیش از همه تحت تأثیر آن قرار گرفت، معماری دورۀ رنسانس بود.

## حرفه
در سال ۱۸۷۴ میلادی او دفتر معماری خود را در شمارۀ ۲۸، خیابان ساوت‌همپتون در مرکز لندن افتتاح کرد.

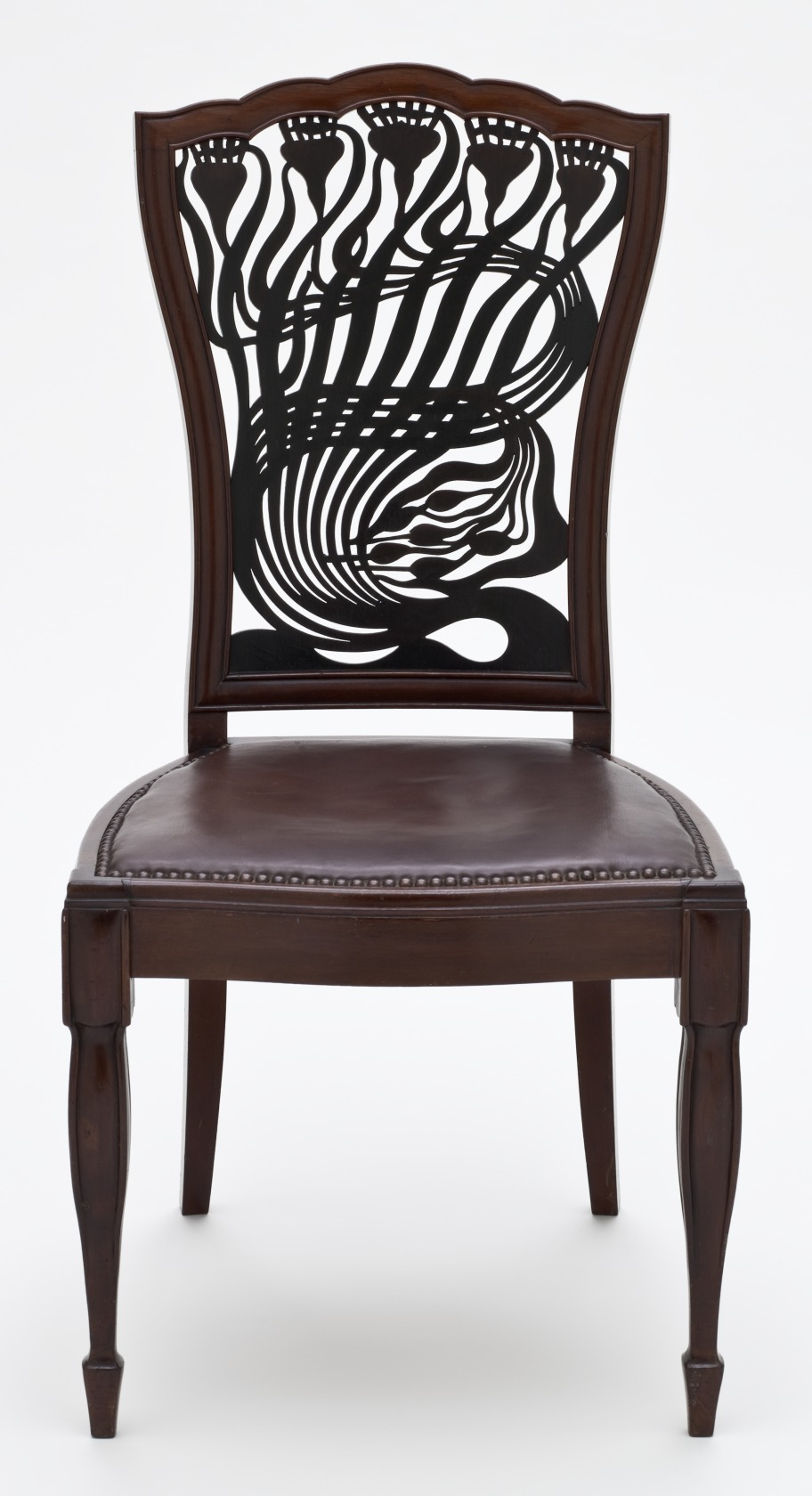
صندلی طراحی شده توسط مکموردو که پنل پشتی آن به عنوان پیشرو در طراحی آر نُوو دیده می‌شود

در سال ۱۸۸۲ میلادی، مکموردو اتحادیۀ هنرمندان قرن را به همراه دوست و همکار معمارش هربرت پرسی هورن تأسیس کرد. از دیگر افراد مرتبط با اتحادیه، برجسته‌ترین آن‌ها سلوین ایمیج بود، اما همچنین: کلمنت هیتون، ویلیام دی مورگان، هیوود سامنر، کریستوفر وال، چارلز وینستانلی، ویلیام کلاک براون، جورج اسلینگ و زیردست جان راسکین، مجسمه‌ساز بنجامین کرزویک نیز حضور داشتند. این یکی از موفق‌ترین اتحادیه‌های صنایع دستی در زمان خود بود. اثاثیۀ کامل خانه‌ها و ساختمان‌ها را ارائه کرد و هنرمندان آن تشویق شدند تا در تولید و همچنین طراحی شرکت کنند. خود مکموردو در چندین صنعت از جمله فلزکاری و کابینت‌سازی تسلط داشت.
در سال ۱۸۸۴ میلادی، اتحادیه نمایشی به شکل یک اتاق موسیقی در نمایشگاه سلامت در لندن به نمایش گذاشت؛ این غرفه با تغییراتی در نمایشگاه‌های بعدی در منچستر و لیورپول به نمایش گذاشته شد. این دو نقوش مورد علاقۀ مکموردو را در خود جای داده بودند. یکی از شاخ و برگ‌ها به شکل منحنی‌های سینوسی پیچ خورده بود. نیکولاس پوسنر استفاده مکموردو از چنین شاخ و برگ‌هایی را در صفحۀ عنوان خود طراح، کلیساهای شهر رن (۱۸۸۳ میلادی) به عنوان «اولین اثر آر نُوو (هنری نو) که می‌توان ردیابی کرد» توصیف کرد و تأثیرات اصلی آن را بر روی روزتی و بورن-جونز  و در نهایت، از طریق آن‌ها، ویلیام بلیک را شناسایی کرد.
نقوش دوم استفاده از ستون‌های مربع‌شکل باریک بود که به جای سرستون، مربع‌ مسطح‌هایی روی آن‌ها قرار داشتند. این ستون‌ها بر طراحی مبلمان سی.اف.ای. وویزی تأثیر گذاشتند؛ و از طریق او چارلز رنی مکینتاش را تحت تأثیر قرار دادند. مکموردو از آن‌ها برای معماری در خانۀ خود در شمارۀ ۸، خیابان پرایوت، انفیلد (۱۸۸۷ میلادی) و در خانه‌ای برای هنرمند مورتیمر منپس، در شمارۀ ۲۵، کادوگان گاردنز، چلسی (۱۸۹۴–۱۸۹۳ میلادی) استفاده کرد، جایی که او آن‌ها را در نوعی سبک ملکه آن گنجاند.
مکموردو کمک مالی بزرگی به گالری ویلیام موریس در والتامستو کرد، که مخزن اصلی آثار اتحادیۀ قرن است.

## لیست ساختمان‌ها
- شمارهٔ ۶ (هالسیون) (۶–۱۸۷۴ میلادی، اکنون تخریب شده) و شمارهٔ ۸ (بروکلین) (۱۸۸۳ میلادی) جادهٔ پرایوت، انفیلد.
- شمارهٔ ۱۶، جادهٔ ردینگتون، همپستد (۱۸۸۹ میلادی).
- شمارهٔ ۱۲، جادهٔ هانس، چلسی (۱۸۹۴)
- شمارهٔ ۲۵، کادوگان گاردنز، چلسی (۴–۱۸۹۳ میلادی).
- ۱۳–۱۰۹، خیابان چارترهاوس (۱۹۰۰ میلادی).
- گریت رافینز، گریت توتام (۱۹۰۴ میلادی).
- ویلیج هال، گریت توتام (۱۹۳۰–۱۹۲۹ میلادی).